# 国の人々
国の人々(フランス語:Gens du pays)は、カナダのケベック州の事実上の州歌。

## 概要
この作品は、詩人のジル・ヴィニョーが、音楽を共同執筆したガストン・ローションと共同で作曲した曲である。ルイーズ・フォレスティエとイヴォン・デシャンが誕生日の歌「ハッピー・バースデー」を置き換えるために立ち上げた挑戦に続いて書かれた。 1975年6月24日、ケベックの建国記念日の式典中にモントリオールで初めて上演された。それ以来、建国記念日の式典で頻繁に演奏されている。コーラスは、「国の人々よ、出番だ、愛を語り次ぐ為」と言っている曲の中で断然最も有名な部分である。また、この曲は、1976年6月23日にモントリオールでジル・ヴィニョー、クロード・レベイリー、ジャンピエール・フェルランド、イヴォン・デシャン 、ロベール・シャルルボワとのショー「1fois 5」で、初めて録音され、40万人以上の人々の前で演奏された。
この曲は、ケベック独立運動と主権者党であるケベック党にも関連している。良い例は、1980年のケベック国民投票で州の市民がケベックの独立を拒否した後のルネレヴェックの譲歩スピーチの時など。強さと団結の象徴として、そして国民投票を失ったとしても、独立したケベックの夢を失っていなかったことを示した 